# Ostnica powabna
Ostnica powabna (Stipa pulcherrima K. Koch) – gatunek trawy z rodziny wiechlinowatych (Poaceae).

## Rozmieszczenie geograficzne
Występuje od Francji na zachodzie po zachodnią Syberię i Iran. W Polsce współcześnie występuje tylko nad dolną Odrą.

## Morfologia

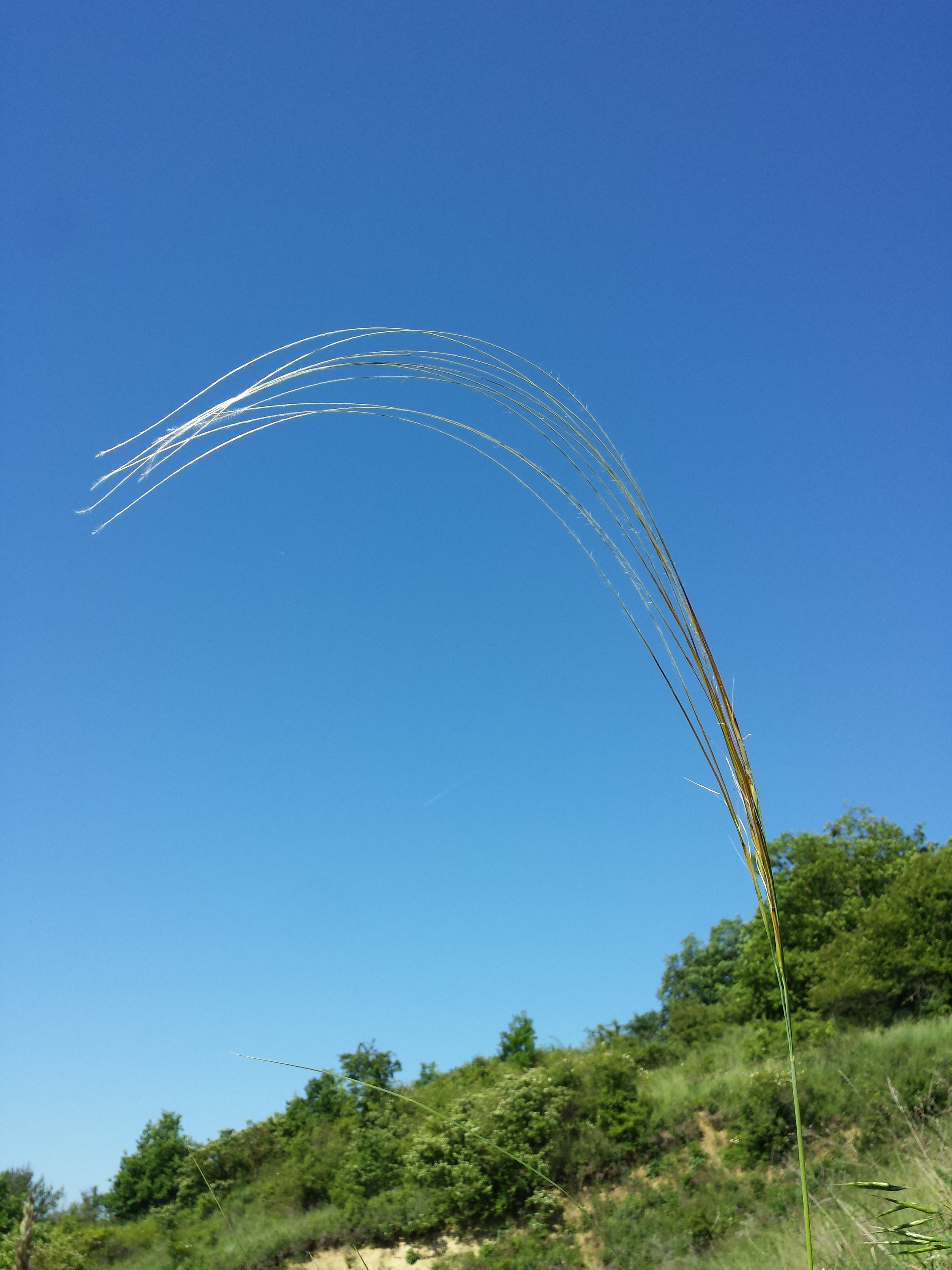
Kwiatostan

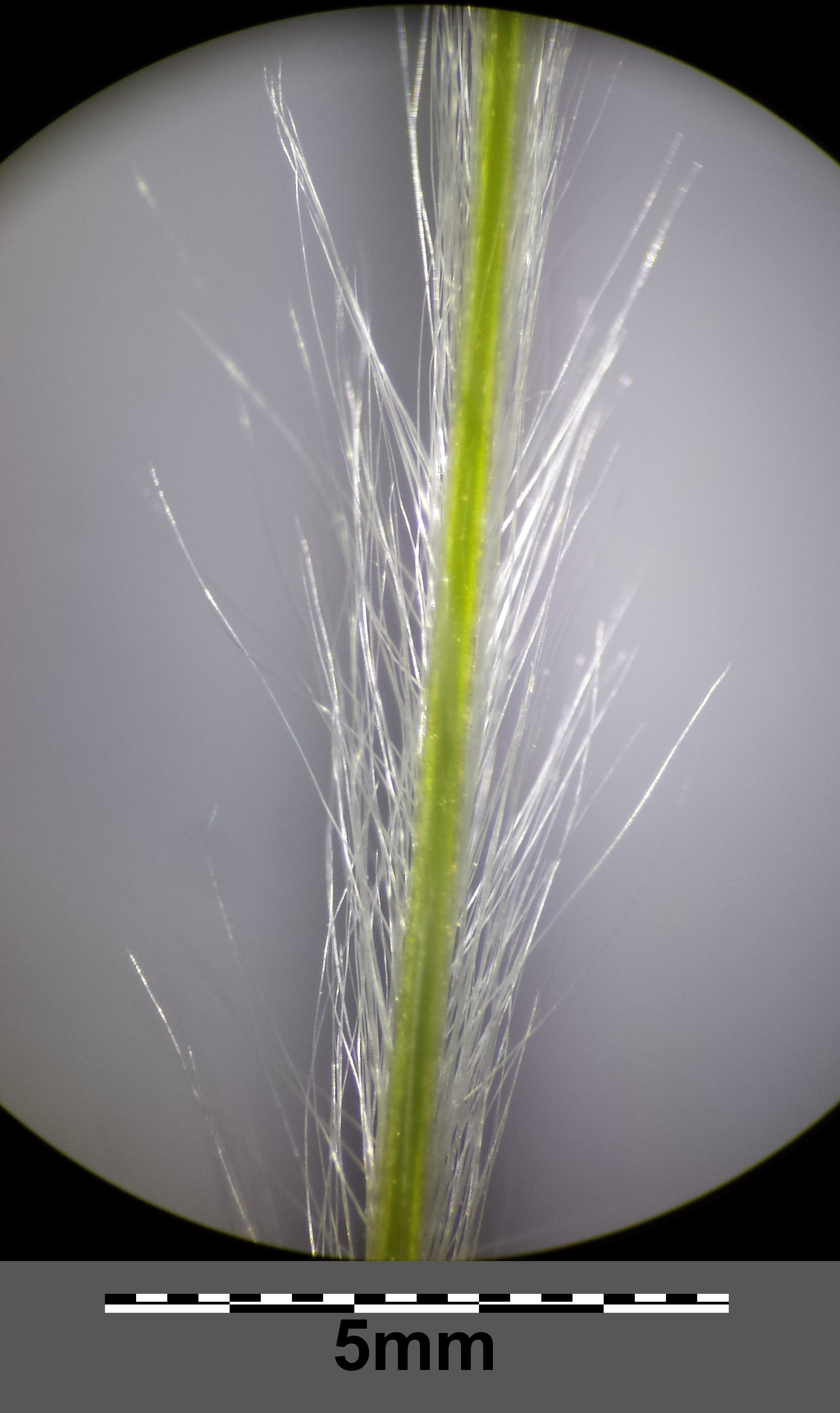
Fragment długiej i owłosionej ości plewki

PokrójDuża trawa kępkowa.
ŁodygaŹdźbło do 100 cm wysokości.
LiścieNagie, do 3 mm szerokości. Obumarłe pochwy liściowe jasnożółte, połyskujące.
KwiatyZebrane w kłoski. Plewka dolna szczecinkowato owłosiona na brzegu.
OwocZiarniak gęsto owłosiony wzdłuż całej linii bocznej.

## Biologia i ekologia
Bylina, hemikryptofit. Rośnie w murawach kserotermicznych. Kwitnie w maju i czerwcu. Gatunek charakterystyczny rzędu Festucetalia valesiacae i zespołu Potentillo-Stipetum capillatae.

## Zagrożenia i ochrona
Roślina znajduje się w Polsce pod ścisłą ochroną.
Kategorie zagrożenia gatunku:
- Kategoria zagrożenia w Polsce według Czerwonej listy roślin i grzybów Polski (2006, 2016)[8][9]: VU (narażony na wymarcie).
- Kategoria zagrożenia w Polsce według Polskiej czerwonej księgi roślin (2001, 2014): VU (narażony na wymarcie)[10].